# Spilosoma moltrechti
Spilosoma moltrechti là một loài bướm đêm thuộc phân họ Arctiinae, họ Erebidae.